# Église Saint-Dimitri-de-Rostov de Rostov-sur-le-Don
Pour les articles homonymes, voir Église Saint-Dimitri.
L’église Saint-Dimitri-de-Rostov (en russe : Церковь Димитрия Ростовского) est une église orthodoxe de Rostov-sur-le-Don consacrée à Dimitri de Rostov, reconnu saint par l’église orthodoxe russe. Construite de 1999 à 2008 par l'architecte J.P. Volochina elle dépend de l’éparchie de Rostov et Novotcherkassk.

## Antécédents
L’église Saint-Dimitri-de-Rostov n’est pas la première consacrée ce saint. En 1751 une chapelle lui est érigée qui est élevée en 1761 au rang d’église. En 1786 cette église était en si mauvais état que les autorités décident de la fermer. En 1796 elle est démontée et une partie des matériaux est réutilisé pour la construction d’une chapelle annexe à l’église de l’intercession de la Vierge à Rostov consacrée à Dimitri de Rostov.

## Histoire
Une église provisoire existe depuis 1997. Le 4 octobre 1999 l’archevêque de Rostov Panteleimon (Dolganov) pose la première pierre de la nouvelle église Saint-Dimitri-de-Rostov.
Le 17 septembre 2004 l’archevêque Panteleimon visite le chantier et donne sa bénédiction aux coupoles et aux croix. Le 12 septembre 2005 l’église pratiquement terminée est ouverte au culte. Des travaux mineurs et la décoration sont achevés en 2008. Une école paroissiale est également inaugurée en 2004.
L’église de Saint-Dimitri-de-Rostov abrite également une soupe populaire.